# Ланфранк Чигала
Ланфранк Чигала Lanfranc Cigala или Cicala (ит.: Lanfranco, окс.: Lafranc; годы деятельности 1235—1257) — генуэзский дворянин, рыцарь, судья, и писатель середины XIII века. Один из самых известных трубадуров Ломбардии, писавший на окситанском языке. Сохранились тридцать два его произведения, в том числе четыре религиозных кансоны, три сирвенты, две песни крестовых походов, один плач и девять тенсон с другими трубадурами: четыре с Симоном Дорией, по одной с Джакомо Грилло, Гильельмой де Руджиер, Лантельмом, Рубо и неизвестным по имени Гильом. Как многие образованные итальянцы того времени писал на окситанском языке. В своих произведениях Чигала обсуждал вопросы, касающиеся крестовых походов, ереси, папской власти, согласия в христианском мире. Трубадур в своей любовной лирике отдал должное и традиционной куртуазной теме служения Даме. Одним из интересных образцов поэзии Ланфранка является плач Eu non chan ges pes talan de chantar на смерть дамы Берлендры, написанный «в сложном и элегантном стиле».
Ланфранк впервые упоминается в 1235 году как iudex (судья). В 1241 году он был послом Генуэзской республики при дворе Рамона Беренгера IV, где, вероятно, встречался с Бертраном д’Аламаноном. В 1248 году он был в Сеуте в торговой экспедиции. В последний раз упоминается в документе от 16 марта 1257 года, а 24 сентября 1258 года о Ланфранке Чигале говорится как об умершем. Вопреки преданию, он не был убит в Монако в 1278 году.